# Haut-Mauco
Haut-Mauco è un comune francese di 830 abitanti situato nel dipartimento delle Landes nella regione della Nuova Aquitania.

## Società

### Evoluzione demografica
Abitanti censiti